# Batalla de Volnovaja
La batalla de Volnovaja fue iniciada por las fuerzas rusas y de la RPD como parte de la ofensiva del este de Ucrania de la invasión rusa de Ucrania de 2022. La batalla fue encabezada por las fuerzas de la RPD y ha llevado a la destrucción generalizada de la ciudad y a grandes bajas en ambos lados.

## Batalla
Durante los primeros días de la invasión rusa de Ucrania de 2022, las fuerzas rusas participaron en bombardeos indiscriminados de Volnovaja y Shchastia, bombardeando áreas civiles. El bombardeo de las ciudades violó el derecho internacional y se hizo eco de las tácticas que Rusia había utilizado previamente contra objetivos civiles en Siria. Se informó que Volnovaja estaba al borde de la crisis humanitaria el 28 de febrero, y casi destruida el 1 de marzo, con alrededor del 90 % de sus edificios dañados o destruidos. A los residentes sobrevivientes se les cortó la comida, el agua y la electricidad. Después del asalto, los cuerpos yacían sin recoger en las calles.
El 4 de marzo, Ucrania afirmó haber derribado un avión de combate ruso Su-34 sobre Volnovaja. El 5 de marzo, las autoridades de la RPD anunciaron la muerte del coronel Vladimir Zhoga, un confidente cercano de Arseni Pávlov y comandante del Batallón Sparta desde 2016, que murió durante los combates en Volnovaja. El líder de la RPD, Denis Pushilin, le otorgó póstumamente el título de héroe DNR. Putin le otorgó póstumamente el título de Héroe de la Federación Rusa. Artem Zhoga, padre de Vladimir, jefe de personal y combatiente desde 2014, lo sucedió como comandante del Batallón Sparta. El corresponsal de guerra prorruso War Gonzo, publicó varios videos de Volnovaja incrustados con los soldados del Batallón Sparta, que muestran la destrucción de un tanque ucraniano, vehículos blindados y videos de soldados de la RPD dentro de la ciudad de Volnovaja que representan los cuerpos de soldados ucranianos muertos en la calle.
Volnovakha fue incluida con la cercana ciudad de Mariúpol como parte del corredor humanitario acordado entre Ucrania y Rusia, que supuestamente fue violado por Rusia. Para el 1 de marzo, alrededor de 500 civiles fueron evacuados por las autoridades ucranianas.